# Ложный след (шахматы)
Ло́жный след — в шахматной композиции мнимый путь к решению задачи (этюда), имеющий единственное и неочевидное опровержение.
Может встречаться как на первом, так и на любом последующем ходе в вариантах решения. Затрудняет нахождение действительного решения. Наличие ложного следа считается достоинством композиции. Связанный с темой задачи (этюда) и подчёркивающий её ложный след называется тематическим, если он входит в её содержание. Тематический ложный след играет важную роль в разработке многих тем, например белых комбинаций в двухходовке, логических идей в многоходовке и т. д.; к нему предъявляются такие же строгие требования экономичности средств, как и к решению: все фигуры (особенно белые), участвующие в тематическом ложном следе, должны также принимать участие и в действительном решении. В отдельных темах (многоходовые задачи на берлинскую тему) и жанрах (рефлексный мат) ложные следы завершаются матом другой стороне.